# Herbert Wolcott Bowen
Herbert Wolcott Bowen, född 29 februari 1856 i Brooklyn, död 29 maj 1927, var en amerikansk diplomat.
Bowen inträdde i utrikesdepartementets tjänst och blev 1890 konsul i Barcelona, 1901 minister i Venezuela. Under de oroliga förhållandena där lyckades han vinna diktatorn Cipriano Castros förtroende och fick av honom i uppdrag att 1902 sluta överenskommelse med de europeiska makter som hotade Venezuela. På Bowens initiativ frigavs de massvis häktade utlänningarna och frågan om Venezuelas statsskuld hänsköts till en skiljedomstol. De lugna förhållandena i landet återkom dock inte och president Theodore Roosevelt valde att ingripa mot Venezuela. Då samtidigt vissa anklagelser som Bowen riktat mot sina företrädare och skickat till sina överordnade blev publicerade, fick han 1905 lämna sin post. Bowen utgav flera skrifter, bland annat en självbiografi 1926.